# Bohdanowicz
Bohdanowicz – polski herb szlachecki z nobilitacji galicyjskiej.

## Opis herbu
W polu błękitnym dwie podkowy srebrne barkami do góry, pomiędzy które wchodzi klinowato złote pole o łukowatych bokach, dochodzące do szczytu tarczy, na którym czarna głowa końska.
W klejnocie nad hełmem w koronie pomiędzy dwiema trąbami złotymi czarna głowa końska z szyją.
Labry z prawej błękitne podbite srebrem, z lewej czarne podbite złotem.

## Najwcześniejsze wzmianki
Nadany 19 lipca 1782 roku Deodatowi i Janowi Bogdanowiczom, synom Antoniego Bohdanowicza (Bogdanowicza), kupcom wzbogaconym na dostawach dla armii austriackiej przez Franciszka II. Wraz z nobilitacją otrzymali tytuł ("słowo honorowe") "Edler" oraz predykat "von Oroscheny". Wylegitymowani ze szlachectwa 8 lutego 1783. Ormianie z pochodzenia, wywodzili się z jednej rodziny z nobilitowanymi, którzy otrzymali herby Bochdanowicz i Bogdanowicz.

## Herbowni
Herb ten był herbem własnym, toteż do jego używania uprawniony jest tylko jeden ród herbownych:
Bogdanowicz (Bochdanowicz, Bohdanowicz).